# Port lotniczy Bahrajn
Port lotniczy Bahrajn – międzynarodowy port lotniczy położony w Al-Muharrak, na wyspie na północ od Manamy. Jest jedynym cywilnym portem lotniczym w Bahrajnie. Jest głównym portem przesiadkowym linii lotniczych Gulf Air. W 2006 obsłużył 6,1 mln pasażerów.

## Linie lotnicze i połączenia
| Linia Lotnicza                  | Kierunek |
| ------------------------------- | --- |
| Air Arabia                      | 1. Abu Zabi 2. Kair 3. Szardża |
| Air India                       | 1. Delhi |
| Air India Express               | 1. Delhi 2. Kannur 3. Koczin 4. Kozhikode 5. Mangaluru 6. Thiruvananthapuram |
| AnadoluJet                      | 1. Stambuł-Sabiha Gökçen |
| Azerbaijan Airlines             | 1. Baku |
| British Airways                 | 1. Londyn-Heathrow |
| EgyptAir                        | 1. Kair |
| Emirates                        | 1. Dubaj |
| Ethiopian Airlines              | 1. Addis Abeba |
| Etihad Airways                  | 1. Abu Zabi |
| Flydubai                        | 1. Dubaj |
| Fly Jinnah                      | 1. Islamabad |
| Flynas                          | 1. Medyna (od 10 września 2024) 2. Rijad |
| Gulf Air                        | 1. Abu Zabi 2. Amman 3. Ateny 4. Baku 5. Bengaluru 6. Bangkok-Suvarnabhumi 7. Bodrum 8. Kair 9. Casablanca 10. Ćennaj 11. Kolombo 12. Dammam 13. Delhi 14. Dhaka 15. Doha 16. Dubaj 17. Fajsalabad 18. Frankfurt 19. Gassim 20. Goa 21. Guangzhou 22. Hajdarabad 23. Islamabad 24. Stambuł 25. Dżudda 26. Karaczi 27. Koczin 28. Kozhikode 29. Kuwejt 30. Lahaur 31. Larnaka 32. Londyn-Heathrow 33. Male 34. Manchester 35. Manila 36. Medyna 37. Mediolan-Malpensa 38. Moskwa-Domodiedowo 39. Multan 40. Mumbaj 41. Monachium 42. Maskat 43. Nadżaf 44. Paryż-Charles de Gaulle 45. Peszawar 46. Rijad 47. Rzym-Fiumicino 48. Szanghaj-Pudong 49. Sijalkot 50. Singapur 51. Tbilisi 52. Tel Awiw (zawieszone) 53. Thiruvananthapuram Sezonowo: 1. Aleksandria 2. Al-Ula 3. Genewa 4. Malaga 5. Mykonos 6. Nicea 7. Rodos 8. Salala 9. Santorini 10. Szarm el-Szejk Sezonowe czartery: 1. Sarajewo 2. Tirana 3. Trabzon |
| IndiGo Airlines                 | 1. Koczin 2. Mumbaj |
| Jazeera Airways                 | 1. Kuwejt |
| Kuwait Airways                  | 1. Kuwejt |
| Lufthansa                       | 1. Frankfurt (do 16 września 2024) 2. Rijad (do 16 września 2024) |
| Oman Air                        | 1. Maskat |
| Pakistan International Airlines | 1. Lahaur |
| Pegasus Airlines                | 1. Stambuł-Sabiha Gökçen Sezonowo: 1. Trabzon |
| Qatar Airways                   | 1. Doha |
| Red Wings Airlines              | 1. Soczi |
| Royal Jordanian                 | 1. Amman |
| SalamAir                        | 1. Maskat 2. Salala |
| Saudia                          | 1. Dżudda 2. Rijad |
| Smartwings                      | Sezonowe czartery: 1. Bratysława |
| Southwind Airlines              | Sezonowe czartery: 1. Antalya 2. Trabzon |
| SunExpress                      | Czartery: 1. Antalya 2. Bursa 3. Stambuł-Sabiha Gökçen 4. Trabzon |
| Turkish Airlines                | 1. Stambuł 2. Trabzon |

### Cargo
| Linia Lotnicza      | Kierunek |
| ------------------- | --- |
| AeroLogic           | 1. Frankfurt 2. Lipsk 3. Singapur |
| Cargolux            | 1. Luksemburg |
| DHL Aviation        | 1. Abu Zabi 2. Amman 3. Amsterdam 4. Bagdad 5. Bengaluru 6. Bangkok-Suvarnabhumi 7. Bruksela 8. Kair 9. Cincinnati 10. Dubaj 11. Hongkong 12. Stambuł 13. Dżudda 14. Kandahar 15. Karaczi 16. Kuwejt 17. Lahaur 18. Liège 19. Nowy Jork-JFK 20. Szardża |
| Emirates SkyCargo   | 1. Dubaj-Al Maktoum |
| Lufthansa Cargo     | 1. Frankfurt |
| Qatar Airways Cargo | 1. Doha |
| SpiceJet            | 1. Delhi |
| Turkish Cargo       | 1. Stambuł |